# Rattachism
Rattachism (franska: Rattachisme, IPA: [ʁataʃism]
 ( lyssna)) eller reunionism (Réunionisme, IPA: [ʁeynjɔnism]
 ( lyssna)) är en politisk ideologi som verkar för att den fransktalande delen av Belgien eller Vallonien ska bli en del av Frankrike. Bryssel, som utgör en majoritetsfransktalande enklav i Flandern, kan inkluderas i denna ideologi; liksom de sex flamländska kommunerna med språkfaciliteter för fransktalande runt Bryssel. Det kan betraktas som en fransktalande motsvarighet till grootneerlandisme i Flandern.
Termen "rattachism" härstammar från rattacher ("återförena", jämför engelska reattach), vilket syftar på åtskiljningen av Belgien och Frankrike efter slaget vid Waterloo. 
Dagens Belgien erövrades 1795 av den franska republiken som annekterade landet under de franska revolutionskrigen. Efter slaget vid Waterloo 1815 blev Vallonien en del av kungariket Nederländerna under kung Vilhelm I. Efter den belgiska revolutionen 1830 blev Vallonien en del av kungariket Belgien.
Efter den belgiska revolutionen verkade en vallonsk minoritet valloner för ett enande med Frankrike. Några av de tidningar som stödde ett sådant enande var Le Journal de Verviers, Le Journal de la province de Liège, L'Industrie och L'Éclaireur. Rattachister hävdade att en förening med Frankrike var nödvändig för att bevara det ekonomiska välståndet, och att Vallonien som region var kulturellt fransk. Belgiens regent Erasme Louis Surlet de Chokier, Charles de Brouckère, Charles Rogier och Alexandre Gendebien verkade alla för ideologin. Efter att Leopold I blivit kung av Belgien 1831 minskade ideologins popularitet.
1968 menade Frankrikes dåvarande president Charles de Gaulle att Frankrike skulle stå för ett enande med Vallonien om en officiell vallonsk representant begärde det.